# Cavan and Leitrim Railway
| Cavan and Leitrim Railway       | Cavan and Leitrim Railway |
| ------------------------------- | ------------------------- |
| Cavan and Leitrim Railway, 1906 |                           |
| Streckenlänge:                  | 78 km                     |
| Spurweite:                      | 914 mm (engl. 3-Fuß-Spur) |
|                                 |                           |

Die Cavan and Leitrim Railway (C&LR) war eine Schmalspurbahn mit einer Spurweite von 914 mm (3 Fuß) in den Grafschaften Leitrim und Cavan im nordwestlichen Irland, die von 1887 bis 1959 in Betrieb war. Die Bahnlinie wurde vor allem für den Transport von Kohle aus der Zeche in Arigna genutzt. Sie war länger als die anderen irischen Schmalspurbahnen in Betrieb und nutzte deren Dampflokomotiven.

## Frühe Jahre
Bei einer öffentlichen Versammlung im September 1883 in Ballinamore wurde verkündet, dass eine Light Railway und Tramway die Kohle- und Eisenerzgebiete von Arigna und Lough Allen unterstützen würde. Die Cavan and Leitrim Railway wurde am 17. Oktober 1887 für den Güterverkehr und am 24. Oktober 1887 für den Personenverkehr eröffnet. Der Streckenabschnitt von Belturbet im County Cavan nach Dromod im County Leitrim war eine Kleinbahn, und der Streckenabschnitt von Ballinamore nach Arigna eine straßenbahnartige Dampftram. Anfangs wurden auf beiden Streckenabschnitten acht Tenderlokomotiven mit der Achsfolge 4-4-0T von Robert Stephenson and Company eingesetzt. Später wurden die Lokomotiven von in der Umgebung stillgelegten Bahnlinien genutzt.
Ballinamore war der Knoten der Bahnlinie, mit einem Lokschuppen und Bahnbetriebswerk. In Belturbet gab es eine Umlademöglichkeit zur breitspurigen Great Northern Railway (Ireland) nach Ballyhaise an der Bahnlinie von Clones nach Cavan, und in Dromod gab es eine Umlademöglichkeit zur Hauptlinie der Midland Great Western Railway von Dublin nach Sligo. Vom Bahnhof Arigna ausgehend wurde 1920 eine Anschlussbahn in das Kohlenrevier errichtet. Eine Besonderheit der Cavan and Leitrim Railway war, dass sie keine Diesellokomotiven beschaffte, weil sie lokal abgebaute Kohle aus Arigna für den Betrieb ihrer Lokomotiven nutzen konnte. (Die meisten anderen irischen Schmalspurbahnen hatten aus wirtschaftlichen Überlegungen in der Regel ihren Personenverkehr sehr früh auf Verbrennungstriebwagen umgestellt.)

## Spätere Jahre
1925 wurde das Unternehmen in die Great Southern Railways integriert. Ab den 1930er Jahren kam die Cavan and Leitrim Railway wegen des zunehmenden Straßenverkehrs in wirtschaftliche Schwierigkeiten. Der Abriss der Fahrzeughallen als Sparmaßnahme verschlechterte den Zustand des Rollmaterials. Sie überlebte den Zweiten Weltkrieg, aber die Eröffnung des mit Kohle aus Arigna beheizten Kohlekraftwerks bei Lough Allen, das nicht auf den Bahntransport angewiesen war, verschlimmerte die Situation. Die Bahnlinie wurde schließlich am 31. März 1959 stillgelegt, als die letzte ausschließlich dampfbetriebene Schmalspurbahn in Irland.

## Streckenverlauf
Die Bahnlinie bestand aus einer 54 km langen Hauptstrecke von Belturbet über Tomkin Road, Ballyconnell, Ballyheady, Bawnboy Road, Killyran, Garadice, Ballinamore, Lawderdale, Fenagh, Adoon, Rosharry, Mohill und Dereen nach Dromod und einer 24 km langen Abzweigung von Ballinamore über Ballyduff, Cornabrone, Annadale, Kiltubrid, Creagh und Drumshanbo nach Arigna.

## Lokomotiven
Bei der Eröffnung gab es acht Dampflokomotiven der Achsfolge 4-4-0T mit den Nummern 1 bis 8 von Robert Stephenson and Company.
Die Lokomotiven Nr. 5 bis 8 wurden vom Hersteller mit Abdeckblechen über den Rädern geliefert, mit einem Kuhfänger, einer Glocke und einer Lampe am Tender, typisch für den straßenbahnartigen Betrieb auf nicht eingezäunten Strecken. Die Lokomotiven wurden mit Kondensatoren ausgerüstet und jede Führerkabine hatte jeweils alle Steuerungshebel. Nach kurzer Nutzungsdauer wurden alle acht Lokomotiven mit neuen Kesseln versehen, wodurch ihr Gewicht von 25 auf 27 t stieg.
Bei der Lieferung hatten die Lokomotiven keine Namen, und es wurde vorgeschlagen, sie auf die Namen der Direktorentöchter zu taufen. Lokomotive Nr. 1 hieß Isabel nach der Tochter von R. H. Johnstone of Bawnboy House, dem dienstältesten Direktor der C&LR.
Nr. 8 Queen Victoria verlor 1923 ihre Namensschilder unter, wie es hieß, „patriotischen“ Umständen. Die Namensschilder wurden gelegentlich wieder aufgefunden, und die C&LR bestand darauf, dass sie wieder angebracht würden, worauf sie ein paar Tage später für immer verschwanden.
Eine neunte Lokomotive (Nr. 9) mit der Achsfolge 0-6-4T wurde 1904 vom selben Hersteller geliefert. Bei der Schließung der Cork, Blackrock and Passage Railway hat die Great Southern Railways (Ireland) ihre vier Lokomotiven mit der Achsfolge 2-4-2T an die C&LR verkauft, die diese als 10L bis 13L umnummerierte.
| Nr. | Name           | Hersteller | Achsfolge | Baujahr | Serien-Nr. | Dienstende | Bemerkung                                           |
| --- | -------------- | ---------- | --------- | ------- | ---------- | ---------- | --------------------------------------------------- |
| 1   | Isabel         | RS         | 4-4-0T    | 1887    | 2612       | 1949       | (a)                                                 |
| 2   | Kathleen       | RS         | 4-4-0T    | 1887    | 2613       | 1959       | (a) Erhalten im Ulster Folk and Transport Museum    |
| 3   | Lady Edith     | RS         | 4-4-0T    | 1887    | 2614       | 1959       | (a) Erhalten im New Jersey Museum of Transportation |
| 4   | Violet         | RS         | 4-4-0T    | 1887    | 2615       | 1959       | (a) Verschrottet in Dromod                          |
| 5   | Gertrude       | RS         | 4-4-0T    | 1887    | 2616       | 1925       | Durch die GSR verschrottet                          |
| 6   | May            | RS         | 4-4-0T    | 1887    | 2617       | 1927       | Durch die GSR verschrottet                          |
| 7   | Olive          | RS         | 4-4-0T    | 1887    | 2618       | 1945       | (a) 1939 in Inchicore stillgelegt                   |
| 8   | Queen Victoria | RS         | 4-4-0T    | 1887    | 2619       | 1959       | (a) Verschrottet in Ballinmore                      |

(a) Erhielt im Jahr 1930 eine Ausmauerung der Feuerbüchse, um walisische Steinkohle statt Braunkohle aus Arigna einsetzen zu können.
Alle Lokomotiven bekamen zwischen 1902 und 1906 neue Kessel. Die Lokomotiven waren anfangs grün mit roten Streifen und später schwarz mit weißen Streifen. An den Führerhäusern waren Messingtafeln mit den Nummern und an den Wassertanks Messingtafeln mit den Namen angebracht.

## Museum

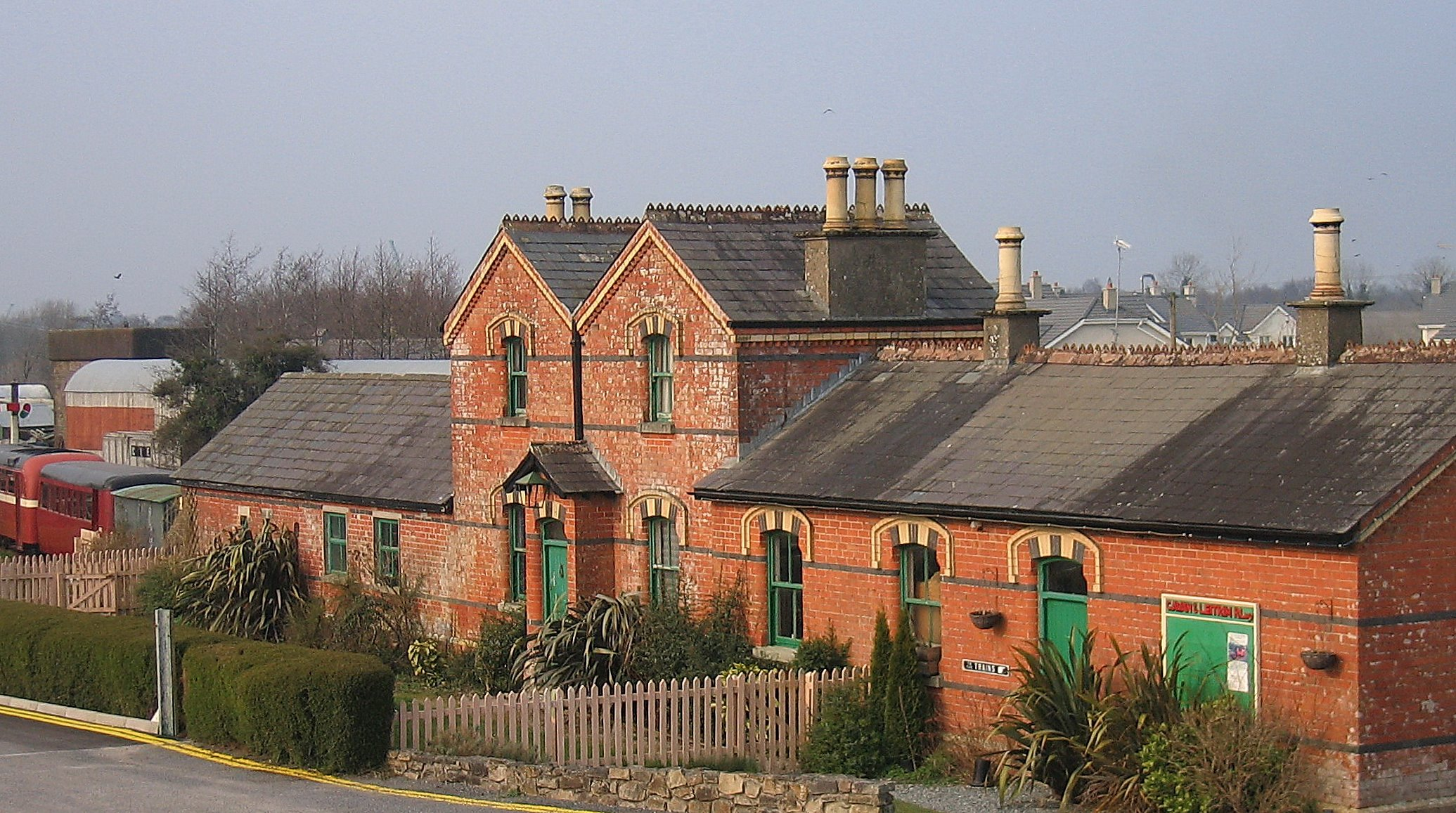
Bahnhof der C&LR in Dromod

Es gibt neben dem Bahnhof der Irish Rail auch ein Verkehrstechnikmuseum mit Schmalspurzügen vieler Spurweiten, Bussen, Flugzeugen, Feuerwehren und Artilleriegeschützen aus den beiden Weltkriegen. Ein 400 m langer Streckenabschnitt der Cavan & Leitrim Railway wurde bis 2014 ehrenamtlich jedes Wochenende und montags mit Museumseisenbahns-Zügen ab dem Bahnhof Dromod in Co. Leitrim befahren. Seitdem ist der Betrieb wegen dringend erforderlicher Wartungsmaßnahmen vorübergehend stillgelegt, und noch kein Datum für die Wiederinbetriebnahme festgesetzt. Eigentlich war es geplant, die Bahnlinie nach Mohill wieder aufzubauen, aber das erscheint zunehmend unwahrscheinlich.
Lokomotive Nr. 2 und ein Wagen sind im Ulster Folk and Transport Museum ausgestellt. Lokomotive Nr. 3, Lady Edith, wurde nach New Jersey, USA exportiert und wird heute im New Jersey Museum of Transportation ausgestellt, obwohl es Bemühungen gibt, es nach Irland zurückzugeben. Das Fahrgestell einer Kutsche ist in Stradbally Woodland Railway.